# EN122-1
A EN122-1 é uma estrada nacional que integra a rede nacional de estradas de Portugal. Liga o IC27 à vila de Alcoutim. No futuro ainda está prevista a construção de uma ponte até Sanlúcar de Guadiana, muitas vezes designada Ponte de Alcoutim-Sanlúcar.

## Percurso
| Locais intermediários | Estrada que liga |
| --------------------- | ---------------- |
| IC27                  | IC27             |
| Balurcos de Cima      | antiga EN122     |
| Alcoutim              |                  |
| projetado             |                  |
| Sanlúcar de Guadiana  | HU-4401          |